# August Mikkelsen
August Mikkelsen (Tromsø, 24 de octubre de 2000) es un futbolista noruego que juega de centrocampista en el Tromsø IL de la Eliteserien.

## Trayectoria
Jugó al fútbol juvenil en el Tromsdalen UIL y en el Tromsø IL, y asistió a la Escuela Noruega de Deporte de Élite en Tromsø. Comenzó su carrera sénior en el Tromsdalen, cedido en el verano y el otoño de 2018.

## Estadísticas

### Clubes
Actualizado al último partido disputado el 22 de junio de 2025.
| Club                       | Div.          | Temporada     | Liga  | Liga  | Liga   | Copas nacionales | Copas nacionales | Copas nacionales | Copas internacionales | Copas internacionales | Copas internacionales | Total | Total | Total  |
| Club                       | Div.          | Temporada     | Part. | Goles | Asist. | Part.            | Goles            | Asist.           | Part.                 | Goles                 | Asist.                | Part. | Goles | Asist. |
| -------------------------- | ------------- | ------------- | ----- | ----- | ------ | ---------------- | ---------------- | ---------------- | --------------------- | --------------------- | --------------------- | ----- | ----- | ------ |
| Tromsdalen UIL · Noruega   | 2.ª           | 2018          | 2     | 0     | 0      | 0                | 0                | 0                | —                     | —                     | —                     | 2     | 0     | 0      |
| Tromsdalen UIL · Noruega   | Total club    | Total club    | 2     | 0     | 0      | 0                | 0                | 0                | 0                     | 0                     | 0                     | 2     | 0     | 0      |
| Tromsø IL · Noruega        | 1.ª           | 2019          | 2     | 0     | 0      | 1                | 1                | 0                | —                     | —                     | —                     | 3     | 1     | 0      |
| Tromsø IL · Noruega        | 2.ª           | 2020          | 13    | 0     | 1      | 0                | 0                | 0                | —                     | —                     | —                     | 13    | 0     | 1      |
| Tromsø IL · Noruega        | 1.ª           | 2021          | 27    | 8     | 2      | 2                | 2                | 0                | —                     | —                     | —                     | 29    | 10    | 2      |
| Tromsø IL · Noruega        | 1.ª           | 2022          | 26    | 7     | 5      | 1                | 0                | 1                | —                     | —                     | —                     | 27    | 7     | 6      |
| Hammarby IF · Suecia       | 1.ª           | 2023          | 21    | 1     | 0      | 1                | 0                | 0                | 1                     | 0                     | 0                     | 23    | 1     | 0      |
| Hammarby IF · Suecia       | 1.ª           | 2024          | —     | —     | —      | 2                | 1                | 0                | —                     | —                     | —                     | 2     | 1     | 0      |
| Hammarby IF · Suecia       | Total club    | Total club    | 21    | 1     | 0      | 3                | 1                | 0                | 1                     | 0                     | 0                     | 25    | 2     | 0      |
| F. K. Bodø/Glimt · Noruega | 1.ª           | 2024          | 22    | 2     | 4      | —                | —                | —                | 5                     | 2                     | 0                     | 27    | 4     | 4      |
| F. K. Bodø/Glimt · Noruega | 1.ª           | 2025          | —     | —     | —      | 1                | 0                | 1                | —                     | —                     | —                     | 1     | 0     | 1      |
| F. K. Bodø/Glimt · Noruega | Total club    | Total club    | 22    | 2     | 4      | 1                | 0                | 1                | 5                     | 2                     | 0                     | 28    | 4     | 5      |
| Tromsø IL · Noruega        | 1.ª           | 2025          | 8     | 0     | 0      | 1                | 0                | 0                | —                     | —                     | —                     | 9     | 0     | 0      |
| Tromsø IL · Noruega        | Total club    | Total club    | 76    | 15    | 8      | 5                | 3                | 1                | 0                     | 0                     | 0                     | 81    | 18    | 9      |
| Total carrera              | Total carrera | Total carrera | 121   | 18    | 13     | 8                | 4                | 2                | 6                     | 2                     | 0                     | 136   | 24    | 14     |

## Palmarés

### Títulos nacionales
| Título      | Club             | País    | Año  |
| ----------- | ---------------- | ------- | ---- |
| Eliteserien | F. K. Bodø/Glimt | Noruega | 2024 |